# دیزی ایگن
دیزی ایگن (به انگلیسی: Daisy Eagan) (زاده ۴ نوامبر ۱۹۷۹) بازیگر آمریکایی است.
از فیلم‌های معروف او می‌توان به بازی در فیلم از دست دادن اشعیا و مشکل خوب اشاره کرد.